# محسن معظمی
محسن معظمی کارآفرین ایرانی-آمریکایی است. او بنیان‌گذار شرکت‌هایی چون «, CNTP, و سیف کپیتال است. او همچنین به‌مدت ۱۲ سال در کادر اجرایی سیسکو سیستمز فعالیت داشت و عضو تیم رهبری ارشد برای بازارهای نوظهور بود.

## زندگی و تحصیلات
معظمی در تهران به دنیا آمد و بزرگ شد و در مدرسه ایران‌زمین تحصیل کرد. او پس از دریافت دیپلم، برای ادامه تحصیل به ایالات متحده آمریکا رفت و مدرک کارشناسی ارشد خود را از دانشگاه استنفورد دریافت کرد.

## فعالیت حرفه‌ای
معظمی شرکت «سامانه‌های کسب‌وکار استنفورد» را بنیان گذاشت که در سال ۱۹۹۵ توسط شرکت شرکت کرت سالمون، از زیرمجموعه‌های اکسنچر خریداری شد. او سپس به‌عنوان معاون رئیس و مدیر جهانی کسب‌وکار الکترونیک منصوب شد. همچنین معظمی شریک ارشد و مدیر ملی گروه فناوری پیشرفته شرکت کرت سالمون بود.
او در سال ۲۰۱۰ نشان مدال افتخار جزیره الیس را دریافت کرد. معظمی به مدت ۱۲ سال در شرکت سیسکو سیستمز در نقش‌های مختلفی فعالیت داشت. در سال ۲۰۱۱، او در شرکت نوپای «بینا تکنولوژی» که در زمینهٔ سخت‌افزار و نرم‌افزارهای ژنومیک فعالیت داشت، سرمایه‌گذاری کرد. این شرکت در دسامبر ۲۰۱۴ توسط هوفمان-لا روش خریداری شد.
او بنیان‌گذار، شریک عمومی، و مدیر اجرایی شرکت سرمایه‌گذاری CNTP است. او همچنین بنیان‌گذار و مدیر اجرایی شرکت سرمایه‌گذاری سیف کپیتال در حوزهٔ سلامت و علوم زیستی است.